# Јошихиро Нацука
Јошихиро Нацука (јап. 名塚 善寛; 7. октобар 1969) бивши је јапански фудбалер.

## Каријера
Током каријере је играо за Белмаре Хирацука и Консадоле Сапоро.

## Репрезентација
За репрезентацију Јапана дебитовао је 1994. године. За тај тим је одиграо 11 утакмица и постигао 1 гол.

## Статистика
| Јапан  | Јапан   | Јапан  |
| Година | Наступи | Голови |
| ------ | ------- | ------ |
| 1994.  | 9       | 1      |
| 1995.  | 2       | 0      |
| Укупно | 11      | 1      |